# Castrillo del Haya
Castillo del Haya es una localidad del municipio de Valdeolea (Cantabria, España). La localidad se encuentra a 979 metros de altitud sobre el nivel del mar, y a 4,5 kilómetros de la capital municipal, Mataporquera. En el año 2024 contaba con una población de 23 habitantes (INE)

## Paisaje y naturaleza
El topónimo del “Haya” nos da cuenta del tipo de arbolado que antiguamente debía de cubrir la umbría del monte Ornedo. Hoy se reduce a una pequeña mancha de hayas a la altura de la cima que se ve rodeada de matorral (estado subsidiario que sustituye al antiguo bosque) y pino de repoblación. Desde Castrillo se abren las vistas a todo el sector norte de Valdeolea con el Endino, Peña Rubia y Valdecebollas como telón de fondo.

## Patrimonio histórico
En la Cima del Ornedo o de Santa Marina, se han excavado parcialmente los restos de un importante yacimiento arqueológico que ha aportado información de época prerromana, romana y alto medieval. El yacimiento ha quedado destruido en parte por las plantaciones de pinos y sus cortafuegos y corre el peligro de desaparecer totalmente de colocarse en su cima un parque eólico para la obtención de energía eléctrica.
En el casco urbano de Castrillo del Haya, encontramos una curiosa disposición en las alineaciones de casas sobre un eje norte–sur, con valiosas fachadas bien de sillería, bien de mampostería encalada o, incluso de ladrillo entre muros cortafuegos. No faltan detalles que delatan la nobleza de los edificios en portaladas, escudos o molduras de los aleros y del enmarque de las ventanas.
La iglesia parroquial de San Pedro dota del siglo XVII, al menos en lo que respecta a la nave y a la cabecera recta. De la centuria siguiente parece la torre y ya más reciente el pórtico (1849). La austeridad es la nota principal de esta iglesia, solo superada en el interior por el retablo mayor con columnas salomónicas.